# The Gabber Mixes
 The Gabber Mixes  — це міні-альбом гурту Fear Factory, складенний з реміксів. Вийшов у 1997 році на амстердамському лейблі Mokum Records.

## Композиції
A1 «New Breed» (Steel Gun Mix) — 5:30

A2 «Flashpoint» (Chosen Few Remix) — 4:10

B1 «T-1000» — 4:54

B2 «Manic Cure» — 5:06

| Диск | Це незавершена стаття про музичний альбом. Ви можете допомогти проєкту, виправивши або дописавши її. |